# ريد كار
ريد كار هو لاعب هوكي الجليد كندي، ولد في 29 ديسمبر 1916 في وينيبيغ في كندا، وتوفي في 16 مايو 1990.

## وصلات خارجية
- ريد كار على موقع دوري الهوكي الوطني (الإنجليزية)
- ريد كار على موقع قاعة مشاهير الهوكي (لاعب أن.إتش.أل) (الإنجليزية)
- ريد كار على موقع EliteProspects.com (الإنجليزية)
- ريد كار على موقع HockeyDB.com (الإنجليزية)
- ريد كار على موقع Hockey-Reference.com (الإنجليزية)